# 鏡作麻気神社
鏡作麻気神社（かがみつくりまけじんじゃ）は、奈良県磯城郡田原本町にある神社。式内小社で旧社格は村社。

## 歴史
創建年代は不詳だが、祭神の麻比都禰命は天目一箇命と同一視されており、鍛冶に関わる神とされる。この事は、弥生時代、唐古・鍵遺跡で銅鐸など金属鋳造技術集団が、古墳時代になり鏡作部に継承され、この鏡作郷の地で金属鋳造が行われてきたことに由来するとされる。江戸時代は「子安社」「春日社」と称していたが、神仏分離後の明治2年（1869年）に社名を変更した。

## 境内

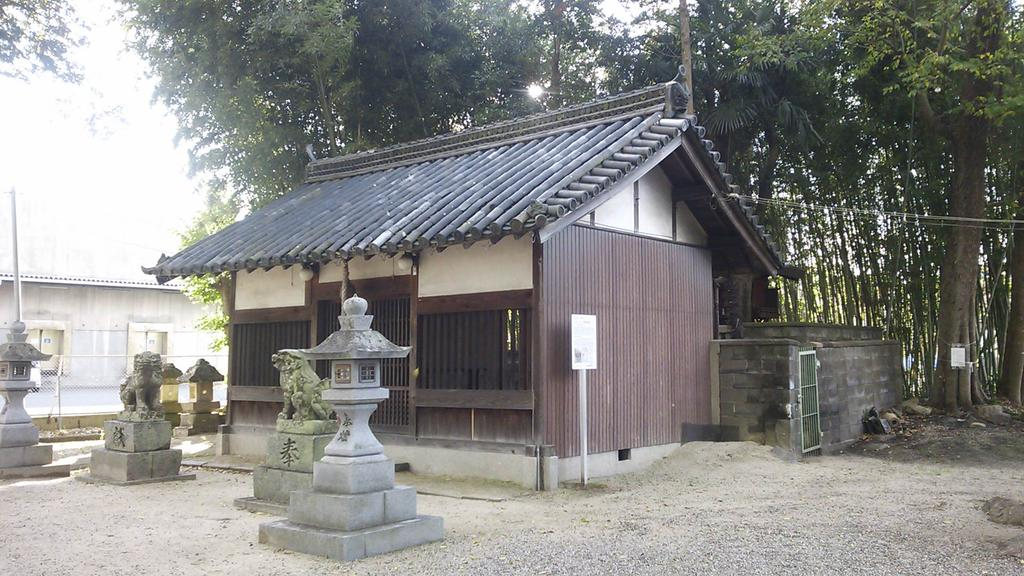
拝殿
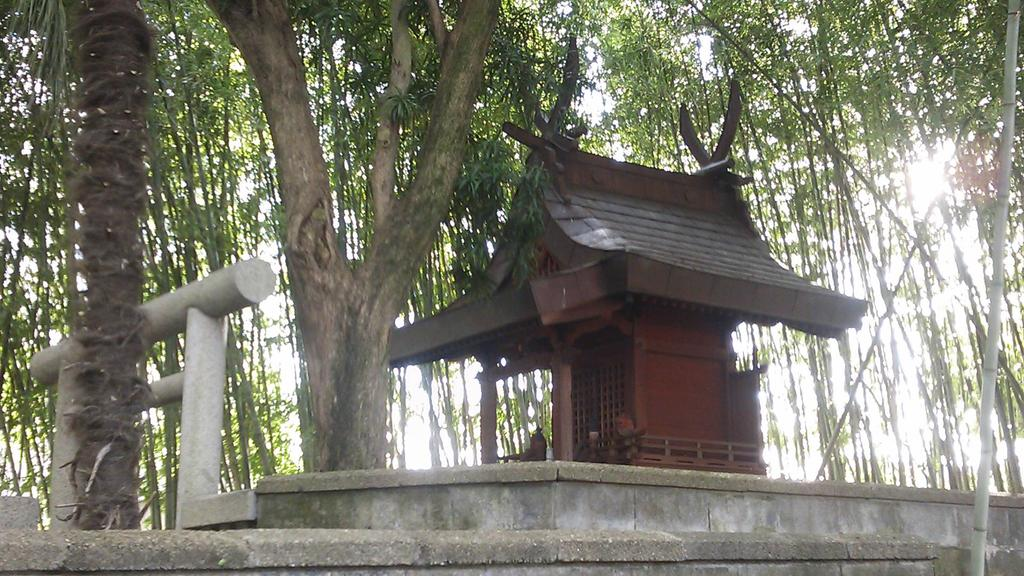
本殿
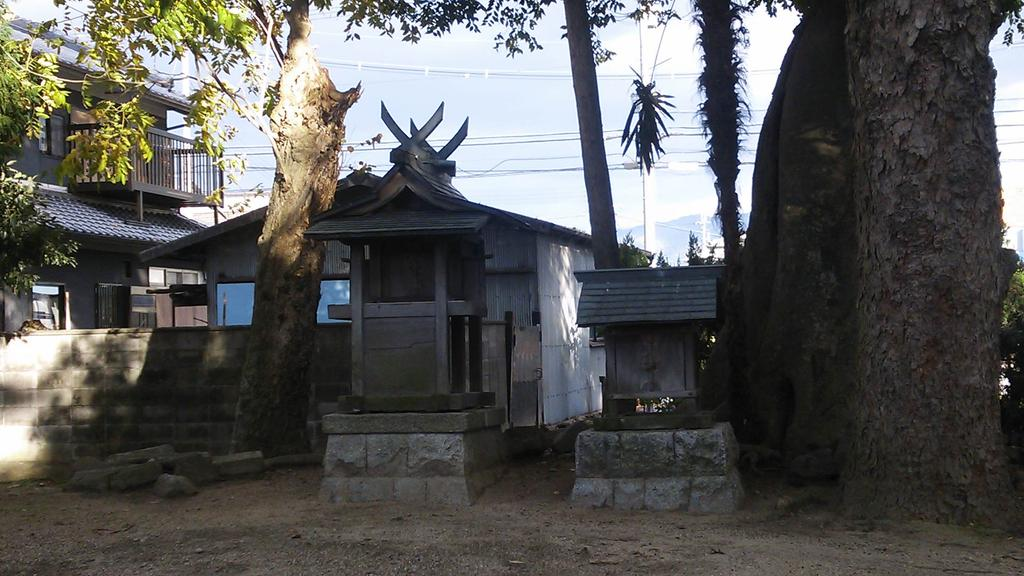
境内社